# Muel (Saragossa)
Muel és un municipi d'Aragó situat a la província de Saragossa i enquadrat a la comarca del Camp de Carinyena. Compta amb sis nuclis: Muel, La Estación, Gran Torrubia, Virgen de la Fuente, Montesol i Parquemuel.

## Curiositat

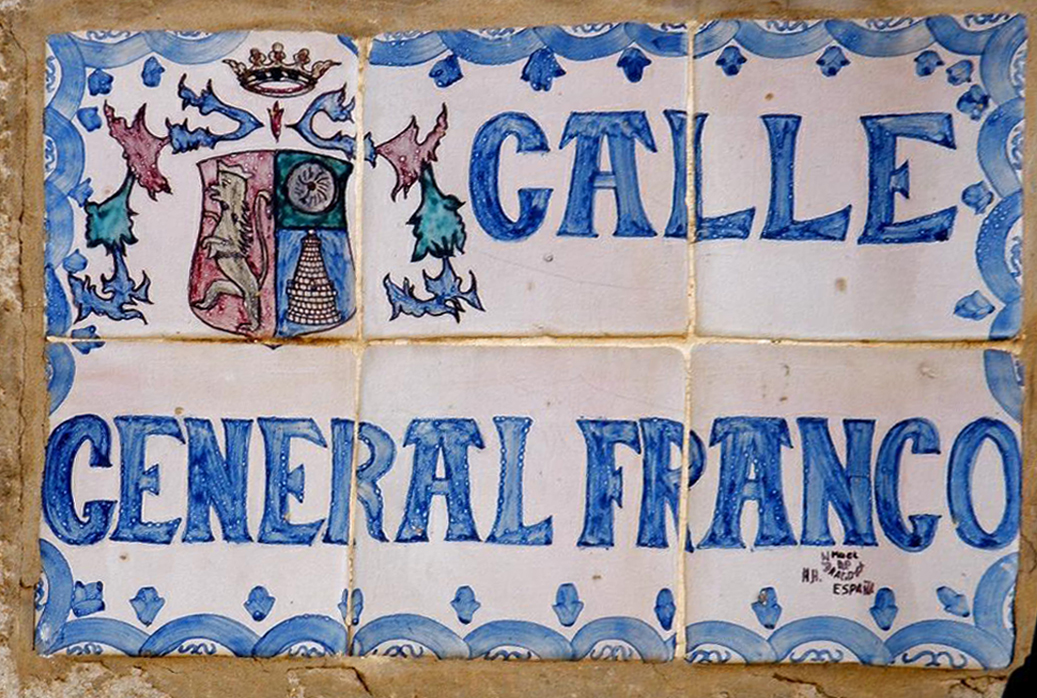
Calle General Franco a Muel

És un dels múltiples municipis de l'estat espanyol que té encara el 2015 una «Calle General Franco» en espera de desfranquització.